# Тушь
Тушь (нем. Tusche) — краска, различных цветов, ранее брусковая чёрная краска (тушь чёрная), разных оттенков, приготовленная из сажи.
Тушь китайская (нем. Chinesische Tusche, фр. Encre de Chine, англ. Chinese or Indian ink) — чёрная акварельная краска, употребляемая для каллиграфии, рисования и черчения, а в Китае, Японии и Корее также для письма. Тушь бывает жидкая, концентрированная и сухая (в виде палочек или плиток). Чёрная тушь высокого качества имеет густой чёрный цвет, легко сходит с пера или с чертёжного пера — рейсфедера. Существует также так называемая цветная тушь (особая разновидность жидких красок), употребляемая крайне редко. В готовом к употреблению виде является суспензией мелкодисперсных частиц сажи в воде. Для предотвращения расслаивания суспензии и закрепления результата применяются связующие вещества, обычно шеллак или, реже, желатин.

## Свойства и характеристики

### Неразмываемость
Неразмываемость туши проверяют следующим образом: на листке чертёжной бумаги вычерчивают несколько линий различной толщины и, после того как тушь высохнет, листок в наклонном положении помещают под водопроводный кран на одну минуту. Неразмываемая тушь не размоется и не потечёт.

### Спиртостойкость
Спиртостойкость туши позволяет обезжиривать отдельные загрязнённые участки перед окрашиванием, не нарушая закреплённого тушью рисунка.

## Применение
В данный момент тушь наиболее широко применяется для рисования, особенно при создании комиксов и карикатур.
Тушь обычно не используется для наливных чернильных ручек, кроме рапидографов, поскольку из-за содержания в ней естественной смолы шеллака она быстро засыхает и засоряет перо ручки. Единственным производителем наливных ручек для туши является компания Pelikan Fount India, которой также разработан специальный состав туши, не содержащей шеллака.
Рисунки, выполненные любой разновидностью туши, отличаются светостойкостью, так как основной её компонент — сажа — химически инертна. Тушь — материал для рисования кистью или пером, используется в графической технике сухая кисть. Особенностью рисунков, сделанных тушью, является штриховая манера исполнения. Трудность работы заключается в особой чувствительности пера, легко изменяющего характер линии.
До середины XIX века широко распространёнными были гусиные перья, а потом в художественную практику прочно входит металлическое перо, которое даёт более тонкую и ровную линию. На Востоке широко используется тростниковое перо, его техника отличается более энергичным штрихом. При рисовании тушью, помимо пера, используются и кисти из различных материалов и разных форм, тампоны. Каждому художнику свойственны свои приёмы работы с тушью. Рембрандт, например, прорабатывал рисунок не только пером, но и кистью, щепочками, палочкой и даже собственными пальцами, испачканными краской.
Современные художники иногда работают заострённой под «лопаточку» спичкой, для удобства вставленной в цанговый карандаш. Такой приём даёт очень живой, бархатистый штрих. В зависимости от того, под каким углом проходит линия, её выразительность меняется от тяжеловесной, толстой до скальпельно-тонкой, детальной.
Техника исполнения тушью довольно активна по изобразительному языку: тщательная и точная проработка пером, заливка с помощью кисти тонкими тональными градациями, их контраст с белой (или слегка тонированной) бумагой — все это даёт художнику большие творческие возможности.

### Тушь в китайской живописи
Традиционная китайская живопись (гохуа) появилась в глубокой древности. Китайские картины пишутся тушью, минеральными и растительными красками типа акварели на шёлке (иногда на хлопчатобумажной или пеньковой ткани) или на особой бумаге из мягкого тонкого волокна и имеют форму свитков — горизонтальных для рассматривания на столе и вертикальных для украшения стен.
С самого начала китайской живописи образы создавались посредством линейного рисунка. Линия является основой китайского изобразительного искусства. Это роднит китайскую живопись и каллиграфию, которые в Китае развивались в стилистическом единстве и взаимно развивали друг друга. Связь китайской живописи с каллиграфией и её акцент на линиях — одна из наиболее отличительных черт китайской живописи. И если в европейских традиционных картинах маслом, в акварелях можно совсем не заметить линию, то китайская живопись практически не обходится без линии. В Китае художники, как правило, прекрасные каллиграфы и очень часто — поэты, что для европейца может показаться непривычным и необычным. Самыми простыми линиями китайские живописцы создали произведения высокого художественного совершенства. Такое мастерство неотделимо от техники владения кистью, совершенствующейся на протяжении многих веков.
Китайская тушь, применяемая для живописи и каллиграфии, по качеству во многом превосходит европейскую тушь. В Китае всегда используют плитки первосортной туши, с чёрным лаковым блеском. Растирая плитки с водой до густой или жидкой консистенции, получают тушь, с помощью которой художники создают большое разнообразие тонов. С европейской тушью такого художественного эффекта достигать невозможно. В Китае тушь сама по себе является ценным произведением искусства. В древности литераторы и живописцы предпочитали пользоваться брусочками туши изящной формы с изысканными узорами.
Великие мастера древней живописи зачастую собственноручно наносили тушью контуры рисунка, а накладывать цвета поручали своим ученикам. Есть картины, выполненные только тушью и водой, например, работы известного живописца конца XVII в. Бада Шаньжэня (Чжу Да), который в совершенстве владел эффектом, создаваемым тушью и водой. Он писал тушью, но, меняя её наслоение, заражал зрителя своим восприятием изображаемого, создавая одноцветную оттеночную живопись. За тысячелетия китайская живопись выработала свой лаконичный художественный язык. В китайской живописи растения символически изображают четыре времени года, а луна или свеча — глубокую ночь. В ней очень редко изображают конкретное время суток, ясность или пасмурность погоды. Такого рода язык символов, лишённый предметной реальности, близок и понятен истинному ценителю китайского искусства.
Иногда изображённое на картине конкретное время суток определяется стихотворной строчкой, усиливающей ассоциацию зрителя. Например, нарисовав нежный цветок мэйхуа (цветок сливы), художник сбоку наносит кистью стихотворную строчку: «Легкий аромат расплывается в бледном свете луны». Конкретное время передаётся содержанием картины с изображением и стихотворной строчкой. Китайская живопись — это такой вид искусства, который невозможен без своего рода «соучастия» автора и зрителя. Картина настоящего художника пробуждает в зрителе множество мыслей и чувств.
В китайской живописи существует два стиля письма, широко распространённых в Китае и взаимно дополняющих друг друга: гунби и сеи. Для картин в стиле «гунби» («тщательная кисть») характерно наличие тщательно выписанных контурных линий, обрисовывающих предметы и детали, на картинах такого стиля можно сосчитать волоски в бороде у старца. Иногда этот стиль так и называют «стилем четких линий». Сделав абрис, художник закрашивает рисунок минеральными красками. Такие краски весьма долговечны и создают яркий колер, картины в стиле «гунби» выглядят очень декоративно. Именно в стиле «гунби» работали художники, оформлявшие росписью интерьеры дворцов императора и знати.
В отличие от картин «гунби», в картинах, написанных в стиле «сеи» («передача идеи»), как правило, отсутствуют чёткие контурные линии, картины написаны непосредственно нанесением тушью «фактуры» изображаемого предмета. Художник больше заботится о передаче эмоционального, душевного настроения, чем о точной передаче деталей. Стиль «сеи» называют также стилем «грубой кисти». Художники этого стиля нередко прибегали к таким приёмам, как обобщение, гиперболизация, ассоциация. Именно в стиле «сеи» работали художники, писавшие экспромтом, по наитию, под влиянием сиюминутного настроения. Картины в стиле «сеи» трудно поддаются копированию и имитированию.
В большинстве случаев художники «сеи» писали тушью в черно-бело-серых тонах, благодаря чему их картины выглядят не столь пышно, как выглядят картины в стиле «гунби», но зато им присущи скрытая экспрессия и неподдельная искренность. В более зрелый период китайской живописи картины в стиле «сеи» заняли доминирующее положение. На раннем этапе китайской живописи (до 12-го века) почти безраздельно господствовал стиль «гунби», на среднем и позднем этапах стал преобладать стиль «сеи». Стиль «гунби» был обязательным для профессиональных художников (художников, писавших по заказу и живших за счёт своего труда), тогда как стиль «сеи» оказался предпочтительным у художников-интеллектуалов. Разумеется, было немало художников, которые применяли приёмы «гунби» и «сеи», их картины занимают как бы промежуточное место между указанными стилями.
В традиционной китайской живописи установились определённые жанры: пейзаж «горы и воды», живопись «цветов и птиц», портрет и анималистический жанр (изображение животного мира). Некоторые художники искусны в пейзаже «горы и воды», но профаны в портрете или живописи «цветов и птиц». Иные, специализируясь на портретах или в жанре «цветов и птиц», уже не берутся за другое. Более того, есть художники, которые, работая в жанре «цветов и птиц», предпочитают изображать только цветок мэйхуа или бамбук. Такого рода «специализацию» редко встретишь в традиционной европейской живописи, хотя они и подразделяется на портрет, пейзаж, натюрморт и другие жанры. «Специализация» эта хороша тем, что позволяет художнику глубже проникнуть в сущность изображаемого предмета и достигнуть большего совершенства в его передаче. Так, например, знаменитый художник XVIII в. Чжэн Баньцяо всю жизнь рисовал лишь бамбук, орхидеи и камни. В последнее время наблюдается значительный рост интереса к такой своеобразной разновидности изобразительного языка, как китайская живопись пальцем, при которой также используется тушь.
Чжитоухуа (сокр. чжихуа) — живопись пальцем (вариант — чжимо — «тушь пальцем») — разновидность китайской традиционной живописи, построенная на последовательной и системной замене обычной волосяной кисти пальцем (пальцами) художника.
Техника живописи пальцем, предполагая строгое следование общим для традиционной живописи канонам письма, строится на последовательной и системной работе подушечкой пальца, ногтем и краем ладони. Главную нагрузку несёт, как правило, указательный палец, активно участвуют большой и мизинец, используются и другие пальцы. Контурные линии, точки пишутся ногтем, плоскости — подушечкой. Тонкие детали исполняются обычно ногтем мизинца, широкие мазки — подушечкой большого пальца, причём в последнем случае возможно участие 2—3 пальцев, так, например, применение «тушевого расплеска» требует работы одновременно безымянным, средним и большим пальцами. Нередко используется край ладони и тыльная сторона пальца. Работа пальцем порою сочетается с работой кистью (как, например, раскраска у мастера чжитоухуа Гао Ципэя). Хотя упоминание о живописи пальцем встречается в теории и практике уже в VII—VIII вв. (см. трактат Чжан Яньюаня «Лидай мин хуа цзи», 847 г.), утверждение её как самостоятельной, устойчивой разновидности живописи происходит в конце XVII—начале XVIII в. и связывается с творчеством Гао Ципэя (1672—1734).

### Суйбокуга, или суми-э
Суйбокуга, или суми-э — японская живопись тушью. Этот китайский стиль живописи был заимствован японскими художниками в XIV в., а к концу XV в. превратился в основное направление живописи Японии. Суйбокуга монохромна. Она характеризуется использованием чёрной туши (суми), твёрдой формы древесного угля или производимой из сажи китайской туши, которая растирается в тушечнице, разбавляется водой и наносится кистью на бумагу или шёлк.
Монохромность предлагает мастеру широкий выбор тональных вариантов. Суйбокуга иногда допускает использование нескольких цветов, но ограничивает его тонкими, прозрачными мазками, которые всегда остаются подчинёнными линии, исполненной тушью. Живопись тушью разделяет с искусством каллиграфии такие существенные характеристики, как жёстко контролируемая экспрессия и техническое мастерство формы.
Качество живописи тушью сводится, как и в каллиграфии, к целостности и сопротивлению на разрыв проведённой тушью линии, которая как бы держит на себе произведение искусства, подобно тому, как кости держат на себе ткани. Среди первых дзэнских монахов, работавших в жанре суйбокуга, следует упомянуть Као Нинга и Мокуан Рэйэн. Мастер живописи тушью Сюбун, живший в XV в., был связан с художественной академией при храме Сёкокудзи в Киото. Его более известный последователь Сэссю Тоё оставил чрезвычайно важное художественное наследие. Созданный им «Ландшафт Хабоку» (яп. 省山水図 Хабоку сансуйдзу, 1495) являет собой пример стиля «разбрызгивания туши» — стиля абсолютно свободной, экспрессивной живописи тушью, поначалу ассоциировавшегося с эксцентричным китайским художником VIII в. Ван Мо.
Дзэнские монахи, которые проводили долгие часы, изучая классические образцы китайской литературы, идентифицировали себя с конфуцианскими мудрецами, отвергавшими вульгарный мир ради общения с природой и овладения такими изящными искусствами, как музыка, поэзия, живопись и каллиграфия. В числе самых ранних исполненных тушью картин эпохи Муромати имеется несколько идеализированных изображений уединённых в сельской местности приютов учёного (яп. 書斎図 сёсайдзу). Картины эти, часто игравшие роль прощальных подарков, которые вручались в знак признания взаимных духовных целей и которые испещрялись стихами, принадлежат к категории сигадзику («разрисованные свитки со стихами»). Выдающимся их образцом является работа Кицусан Минтё «Хижина в горном ущелье» (яп. 渓陰小築図 кэйин сё:тику дзу, 1413).
Ландшафт стал важным объектом живописи тушью. Ранние японские ландшафты, исполненные тушью, часто включают фантастично громоздящие горные вершины и глубокие ущелья, явно копирующие китайскую ландшафтную живопись и не имеющие ничего общего с местной топографией. С постепенной натурализацией живописи тушью натурализировалась и её ландшафтная составляющая. Сэссю начал этот процесс, рисуя реальные японские ландшафты, как на то указывает его шедевр «Аманохасидатэ» (яп. 天橋立, ок. 1501). Стиль ландшафтной живописи тушью ещё более натурализировался в дальнейшем художниками школ Ами и Сога, чьи мягкие, словно бы водянистые пейзажи инкорпорировали элементы ямато-э в той её разновидности, которая практиковалась школой Тоса. Портреты дзэнских патриархов и таинственных личностей Кандзан и Дзиттоку также довольно часто встречались в живописи тушью, равно как и изображения бодхисатвы Каннон и Дарумы, легендарного основателя школы Дзэн. Более широкая категория дзэнской монохромной портретной живописи охватывает своими рамками животных, птиц, растения, овощи и фрукты. На завершающих этапах эпохи Муромати наблюдалась постепенная секуляризация живописи тушью и её отделение от дзэн-буддизма. Начало этим подвижкам положили работы художников школы Ами, — Ноами, Гэйами и Соами, — прикомандированных к двору сёгуна. Тенденция эта достигла своего апогея на ранних фазах периода Эдо (1600—1868) и нашла отражение в работах мастеров школы Кано, чей китайско-японский синтез монохромной туши и полихрома растёртого в порошок золота отвечал вкусам ценителей из рядов вновь поднявшегося воинского сословия, которым наскучил аскетизм монохрома, и которые настаивали на создании грандиозных композиций для крупных архитектурных комплексов.
Живопись тушью продолжала развиваться на протяжении всего периода Эдо как источающий бурную энергию жанр. К этому развитию приложили усилия художники таких резко отличавшихся друг от друга стилистических направлений, как Римпа и Бундзинга. Сотацу, мастер школы Римпа, изобрёл богато смотревшийся «капельный эффект» (яп. 垂らし込み тарасикоми), который достигался посредством нанесения капель туши на всё ещё сырые мазки и слои туши. Японские писатели-художники, например, Ёса Бусон и Урагами Гёкудо, подобно давним дзэнским монахам, продолжали изображать тушью ландшафты и прочие атрибуты китайской тематики. Хотя первое поколение писателей-художников базировало свои работы на китайских образцах, о которых они знали, главным образом, по руководствам, издававшимся в виде отпечатанных с досок гравюр, позднее им удалось освоить свои собственные идиосинкразические стили. После 1868 года традиции суйбокуга поддерживали такие художники японского стиля (нихонга), как Ёкояма Тайкан, Хисида Сюнсо и Симомура Кандзан.

### Важные записи в документах
Благодаря свойствам свето- и водостойкости туши она широко применяется для внесения записей в документы (паспорта, военные билеты, дипломы).

### Иные способы применения туши
- В Японии до сих пор бытует «ханэцуки» — похожая на бадминтон национальная новогодняя игра, в которую играют прямоугольными деревянными ракетками хагоита[яп.] и ярко-оперённым воланом. Волан должен оставаться в воздухе настолько долго, насколько это возможно. Игроку, пропустившему волан, делают на лице отметку тушью[5].
- Тушью выполняют татуировки в домашних условиях. Поверх рисунка, нанесённого тушью на кожу, делаются уколы острой швейной иглой.
- Тушь применяется также в микробиологии для образования негативного пятна — тушь позволяет затемнить фон, при этом наблюдение за бактериями облегчается из-за более светлого цвета клеток бактерий. Такая техника применяется чаще всего для получения капсульных пятен, в которых фон представляет собой пятно туши, клетки бактерий окрашиваются в пурпурный или фиолетовый, а вокруг клеток бактерий образуются прозрачные участки.

## История применения туши
В ранних трактатах об искусстве упоминалась чёрная сажевая тушь, изготовленная в Древнем Египте и Древнем Китае. Созданная специально для затушёвывания поверхностей, вырезанных на камне иероглифов, в своей основе эта тушь содержала чёрный пигмент угля с клейкими веществами на водной основе или какой-либо другой, к примеру, смесь сажи из дыма, получаемого при сжигании хвойных деревьев, масла для лампы, смешанного, в свою очередь, с желатином из ослиных шкур и мускуса. По легенде, тушь была изобретена китайским философом Tien-Lcheu в ок. 1200 года до н. э. Чёрная тушь применялась и в Древнем Риме, хотя древним римлянам был известен секрет приготовления другой краски — пурпура. В связи с трудоёмкостью процесса получения пурпура, эта краска получила статус «придворных чернил», которыми писались только государственные документы (в XIX веке немецкий химик П. Фридке воспроизвёл древний пурпур, для извлечения 1,5 г красящего вещества ему пришлось переработать 12 тыс. моллюсков), потому была запрещена для использования вне пределов императорского дворца. Древнеримские художники делали чернила из плодовых косточек, виноградной лозы, мягкой древесины, сажи, древесного и костного угля. В конце XI века Патриарх Иерусалимской Римско-католический Церкви Ираклий (Eraclius) в своём манускрипте De Coloribus et Artibus Romanorum («О красках и искусствах римлян») предложил несколько способов приготовления туши, в том числе один несложный метод получения туши из сажи, получаемой при сжигании  дерева. Различные породы дерева, сжигаемые для получения сажи, придавали туши различные оттенки. До настоящего времени лучшая чёрная краска приготовляется из сажи, полученной при сжигании виноградных косточек.
В состав туши не обязательно входили связующие вещества — в описанном Теофилиусом в 1581 году рецепте приготовления туши отсутствует упоминание о них. В туши, приготовленной таким образом, молекулы углерода находятся в коллоидной связи с уксусом и образуют после высыхания нерастворимый в воде слой, хотя всё же связующие вещества (шеллак) в тушь добавлялась практически всегда.
В XX веке тушь вытеснила чернила на основе железистых соединений галловой кислоты, которые широко использовались с XVI века.